# Chucky Pancamo
Chucky Pancamo è uno dei personaggi principali della serie TV statunitense Oz, interpretato da Chuck Zito.

## Storia del personaggio
Charles "Chucky" Pancamo è il detenuto numero 97P468. È stato condannato a 35 anni per omicidio di secondo grado, con possibilità di vigilata non prima di 15.
Viene introdotto nella seconda stagione, arrestato per aver ucciso e gettato in mare una ragazza chiusa in un sacco. All'inizio è il vice di Peter Schibetta e Antonio Nappa, poi viene nominato capo proprio da quest'ultimo. Pancamo si occupa del gioco d'azzardo e dello spaccio di droga. Rispetto a Simon Adebisi ed Enrique Morales è considerato meno intelligente, ma riesce comunque a venir fuori dalle situazioni grazie alla propria caparbietà.

### Stagione 2
Pancamo è il vice di Peter Schibetta ed è in continuo screzio con i neri e con O'Reily. Tenta di aiutare Peter a uccidere Adebisi, ma il capo degli zombie si libera di lui colpendolo prima con un grosso apriscatole e poi con una lattina, riuscendo a salvarsi. Con l'arrivo di Antonio Nappa, Pancamo aiuta Wangler a liberarsi di Kipekemie Jara.

### Stagione 3
Con Nappa affetto da HIV, Pancamo diventa il capo degli italiani. Nel frattempo Chucky viene a sapere del libro sulla mafia di Nappa e con l'autorizzazione della "famiglia" ordina l'assassinio di quest'ultimo. Adebisi chiede poi a Pancamo di diventare partner nel traffico della droga e quest'ultimo accetta a condizione che l'africano si liberi degli altri zombie. Ora Pancamo, Adebisi e Raoul Hernandez sono i tre alleati nel traffico della droga a Oz.
Pancamo partecipa al torneo di boxe rappresentando gli italiani. Dopo aver facilmente messo K.O. uno dei centauri, perde contro Cyril O'Reily poiché drogato dal fratello di quest'ultimo.

### Stagione 4
Finita la serrata Pancamo contatta Morales affinché si liberi di Hernandez. Ora il trio è formato da Pancamo, Adebisi e Morales. Per far sì che Mobay entri nel clan, Pancamo lo prende a pugni e lo imbottisce di eroina, guadagnandosi così la fiducia del mafioso. Con l'arrivo di Querns, Pancamo afferma che il Paradiso è come Little Italy dei vecchi tempi. Intanto Tobias Beecher chiede a Pancamo l'uccisione del figlio di Vern Schillinger, e il tutto viene fatto nel giro di qualche giorno. La situazione in Paradiso è favorevole solo ad Adebisi e Pancamo, insieme a Morales, si ribella, ma entrambi vengono spostati nel braccio B.
Dopo la morte di Adebisi, Pancamo e Morales tornano a essere i padroni dello spaccio di droga, ma la situazione si complica con la venuta di Burr Redding che ordina l'uccisione dei due.

### Stagione 5
Pancamo viene interrogato dall'agente dell'FBI Pierce Taylor riguardo l'assassinio di Hank Schillinger. Chucky nega tutto e dice a Beecher che non lo coinvolgerà nell'omicidio di Hank. La fratellanza ariana attacca Pancamo in palestra e James Robson lo colpisce alle spalle e lo manda in ospedale. A causa di un'infezione, Pancamo è vicino alla morte, ma grazie alle cure della dott.ssa Nathan riesce a sopravvivere.

### Stagione 6
Pancamo è ora fuori pericolo e aiuta gli italiani a rimettersi in carreggiata sul traffico di droga. Soggiogato da Ryan O'Reily, Pancamo e Frank Urbano uccidono Schibetta; inoltre Chucky si vendica dell'attacco di Robson cercando di ucciderlo, ma viene fermato da Cutler. Con l'uccisione di Cutler da parte di Robson, Pancamo perdona quest'ultimo e alla fine riesce anche a raggiungere un accordo con Redding. Gli italiani ora hanno il controllo totale dello spaccio di droga.

## Concezione del personaggio
Tom Fontana quando ha ingaggiato Zito per la parte di Pancamo gli ha detto "Sto per dare una spinta a te e al tuo personaggio. Ti porterò dove non sei mai stato". Zito rispose "Va bene. Ma c'è una cosa che devi sapere. Io non stupro e non vengo stuprato. E scelgo io i vestiti."